# Cerocala revulsa
Cerocala revulsa là một loài bướm đêm trong họ Erebidae.